# Encyclopedia of Life
Encyclopedia of Life là một trang web từ điển bách khoa trực tuyến về các loài sinh vật được khoa học biết đến.